# Saurauia havilandii
Saurauia havilandii är en tvåhjärtbladig växtart som beskrevs av Elmer Drew Merrill. Saurauia havilandii ingår i släktet Saurauia och familjen Actinidiaceae. Inga underarter finns listade i Catalogue of Life.